# Ozendo
Ozendo est un petit village du centre du Portugal, dans la Beira Alta (municipalité de Sabugal), qui a pour tradition ses fêtes religieuses et sa fameuse corrida du mois d'août, avec le forcão.